# Роженберк
Роженберк (словен. Roženberk) — поселення в общині Шентруперт, регіон Південно-Східна Словенія, Словенія.